# Волости Рязанской губернии
Волости Рязанской губернии — перечень низовых первичных единиц административно-территориального деления в Российской империи на территории Рязанской губернии.
Информация о волостном делении Рязанской губернии дана по состоянию на XX век.

## 1905 год[1]
- Данковский уезд
  -  Баловневская
  -  Бигильдинская
  -  Богословская
  -  Долговская
  -  Еропкинская
  -  Змиевская
  -  Знаменская
  -  Ивановская
  -  Кочуровская
  -  Кудрявская
  -  Лошаковская
  -  Мураевинская
  -  Новоникольская
  -  Одоевская
  -  Острокаменская
  -  Спешневская
  -  Тепловская
  -  Хитровская
  -  Хрущевская
  -  Ягодновская

- Егорьевский уезд
  - Архангельская.
  - Бережковская
  - Петровская
  - Парыкинская
  - Двоенская
  - Старовская
  - Круговская
  - Дерсковая
  - Семеновская
  - Куплиямская
  - Горская
  - Нечаевская
  - Троицкая
  - Старо-Василевская
  - Поминовская
  - Дубровская
  - Починковская
  - Маливская
  - Раменская
  - Лелеческая
  - Лекинская
  - Колычёвская
  - Коробовская
  - Василёвская
  - Лузгаринская.

- Зарайский уезд
  -  Алпатьевская — с. Алпатьево
  -  Апонитищенская — с. Апонитищи
  -  Безпятовская — с. Пронюхлово
  -  Белыничевская — с. Большие Белыничи
  -  Булыгинская — с. Козлово
  -  Верхне-Белоомутская — с. Верхний Белоомут
  - Григорьевская — с. Григорьевское
  -  Дединовская — с. Дединово
  -  Ильицынская — с. Ильицыно
  -  Каринская — с. Карино
  -  Кругловская — д. Круглово
  -  Ловецкая — с. Ловцы
  -  Луховическая — с. Луховицы
  -  Макеевская — с. Макеево
  -  Нижне-Белоомутская — с. Нижний Белоомут
  -  Пирочинская — с. Щурово (ныне микрорайон в Коломне)
  -  Полянская — с. Полянки (ныне не существует),
  -  Сенницкая — с. Сенницы
  -  Старолетовская — с. Старолетово
  -  Трасненская — с. Трасна

- Касимовский уезд
  - Алексеевская — д. Алексеево,
  - Бутыльская — д. Бутылки,
  - Бетинская — с. Бетино,
  - Ветчанская — д. Ветчаны,
  - Давыдовская — с. Давыдово,
  - Демидовская — с. Палищи,
  - Дмитриевская — с. Дмитриево,
  - Дубровская — с. Дубровка,
  - Ерахтурская — с. Ерахтур,
  - Занинская — с. Занино-Починки,
  - Китовская — с. Китово,
  - Колесниковская — д. Гаврино,
  - Мелеховская — с. Мелехово,
  - Неверовская — д. Неверово,
  - Парахинская — д. Парахино,
  - Погостинская — с. Гусевской Погост,
  - Подгородняя — г. Касимов,
  - Прудковская — с. Прудки,
  - Спиринская — с. Спирино,
  - Сынтульская — пос. Сынтул,
  - Татарская — г. Касимов,
  - Телебукинская — с. Телебукино,
  - Тумская — с. Николаевская Тума,
  - Шостьинская — с. Шостье.

- Михайловский уезд
  - Вилинская
  - Глебовская
  - Горностаевская
  - Лужковская
  - Маковская
  - Малинковская
  - Митякинская
  - Новопанская
  - Окуньковская
  - Остроуховская
  - Печерниковская
  - Плахинская
  - Поподьинская
  - Прудская
  - Токаревская
  - Феняевская
  - Хавертовская

- Пронский уезд
  -  Абакумовская
  -  Архангельская
  -  Березовская
  -  Большесельская
  -  Букринская
  -  Воскресенская
  -  Долматовская
  -  Дурновская
  -  Запольская
  -  Панкинская
  -  Перевлесская
  -  Полянская
  -  Соболевская
  -  Столпнянская
  -  Суйская
  -  Тырновская
  -  Чернобаевская
  -  Юраковская

- Раненбургский уезд
  -  Ведновская
  -  Гагинская
  -  Головинщинская
  -  Дубовская
  -  Зенкинская
  -  Зимаровская
  -  Ивановская
  -  Карповская
  -  Колыбельская
  -  Кривополянская
  -  Крючковская
  -  Ломовская
  -  Нарышкинская
  -  Никольская
  -  Новотишевская
  -  Пителинская
  -  Просечинская
  -  Путятинская
  -  Салтыковская
  -  Снежетковская
  -  Солнцевская
  -  Старо-Кленская
  -  Троицкая
  -  Шереметевская
  -  Якимецкая

- Ряжский уезд
  -  Богородицкая
  -  Еголдаевская
  -  Княжовская
  -  Козьмо-Демьяновская
  -  Коноплинская
  -  Кораблинская
  -  Марчуковская
  -  Нагайская
  -  Никольская
  -  Подвисловская
  -  Покровская
  -  Пустотинская
  -  Смолеевская
  -  Троице-Лесуновская
  -  Ухоловская
  -  Фофоновская
  -  Ясеневская

- Рязанский уезд
  -  Астроминская — с. Астромино,
  -  Бахмачеевская — с. Бахмачеево,
  -  Болошневская — с. Болошнево,
  -  Волынская — с. Волынь,
  -  Верейская — с. Бусаево,
  -  Затишьевская — с. Затишье,
  -  Екимовская — с. Стафурлово,
  -  Ершовская — с. Ершово,
  -  Кузьминская — с. Кузьминское,
  -  Мурминская — с. Мурмино,
  -  Новосельская — с. Новоселки,
  -  Подвязьевская — с. Подвязье,
  -  Рыбновская — с. Рыбное,
  -  Солотчинская — с. Солотча,
  -  Спас-Клепиковская — с. Спас-Клепики,
  -  Троицкая — Троицкая Слобода (сейчас в составе Рязани),
  -  Ушморская — д. Тимохино,
  -  Шумошская — с. Шумашь,
  -  Ямская — Ямская Слобода (сейчас в составе Рязани).

- Сапожковский уезд
  -  Андреевская — с. Алексеевка,
  -  Борецкая — с. Борец,
  -  Высоковская — с. Высокое,
  -  Дегтяно-Борковская — с. Дегтяные Борки,
  -  Канинская — с. Канино,
  -  Карловская — с. Карловка,
  -  Кутло-Борковская — с. Кутловы Борки,
  -  Мало-Сапожковская — с. Малый Сапожок,
  -  Михеевская — с. Михеи,
  -  Можаровская — с. Меньшие Можары,
  -  Морозово-Борковская — с. Морозовы-Борки,
  -  Муравлянская — с. Муравлянка,
  -  Напольновская — с. Напольное,
  -  Остро-Пластиковская — с. Остро-Пластиково,
  - [[ Песочинская- с. Песочня,
  - [[ Пригородная — г. Сапожок
  - [[ Путятинская- с. Путятино,
  -  Романово-Дарковская — с. Романовы Дарки,
  -  Сараевская — с. Сараи,
  -  Телятниковская — с. Телятники,
  -  Чучковская — с. Чучково.

- Скопинский уезд 
  -  Беровская
  -  Вослебская
  -  Горловская
  -  Затворниковская
  -  Измайловская
  -  Казинская
  -  Князевская
  -  Корневская
  -  Курбатовская
  -  Маклаковская
  -  Павелецкая
  -  Полянская
  -  Сергиевская
  -  Чернавская
  -  Чуриковская
  -  Яблоневская

- Спасский уезд
  - Бельская
  - Веретьинская
  - Выжелесская
  - Городковическая
  - Ижевская
  - Березовская
  - Желудевская
  - Инякинская
  - Санская
  - Териховская
  - Юштинская
  - Гавриловская
  - Деревенская
  - Кирицкая
  - Китрусская
  - Ухорская
  - Шатрищинская
  - Исадская
  - Крутицкая
  - Лукмосская
  - Рясская
  - Перкинская
  - Сумбуловская
  - Троицкая
  - Федотьевская

## Волостное деление в 1925 году[2]
- Зарайский уезд
  -  Больше-Коровинская
  -  Григорьевская
  -  Зарайская
  -  Ловецкая
  -  Луховическая

- Касимовский уезд
  -  Гиблицкая
  -  Елатомская
  -  Ерахтурская
  -  Касимовская

- Раненбургский уезд
  -  Березовская
  -  Астаповская
  -  Александро-Невская
  -  Данковская
  -  Колыбельская
  -  Раненбургская
  -  Троекуровская

- Ряжский уезд
  -  Андреевская
  -  Борецкая
  -  Коноплинская
  -  Кораблинская
  -  Ряжская
  -  Сапожковская
  -  Сараевская
  -  Ухоловская

- Рязанский уезд
  -  Архангельская
  -  Бахмачевская
  -  Вышгородская
  -  Затишьевская
  -  Кузьминская
  -  Мурминская
  -  Полищинская
  -  Попадъинская
  -  Продточенская
  -  Рыбновская
  -  Рязанская
  -  Старожиловская
  -  Спас-Клепиковская
  -  Тырновская
  -  Тумская

- Сасовский уезд
  -  Ермишинская
  -  Кадомская
  -  Конобеевская
  -  Ольховская
  -  Пителинская
  -  Поляково-Майданская
  -  Путятинская
  -  Сасовская
  -  Ункосовская
  -  Шацкая

- Скопинский уезд
  -  Гагаринская
  -  Горловская
  -  Ерлинская
  -  Милославская
  -  Михайловская
  -  Побединская
  -  Пронская
  -  Скопинская

- Спасский уезд
  -  Ижевская
  -  Мосоловская
  -  Песочинская
  -  Спасская
  -  Троицо-Пеленицкая
  -  Тырновская
  -  Слободская
  -  Шиловская